# Ивановский сельсовет (Ермаковский район)
Ивановский сельсовет — сельское поселение в Ермаковском районе Красноярского края.
Административный центр — село Ивановка.
Выделен в 1989 году из Жеблахтинского сельсовета.

## Население
| 2010 | 2012 | 2013 | 2014 | 2015 | 2016 | 2017 |
| ---- | ---- | ---- | ---- | ---- | ---- | ---- |
| 444  | ↗445 | ↘438 | ↘435 | ↘429 | ↗433 | ↘421 |

## Состав сельского поселения
В состав сельского поселения входит один населённый пункт — село Ивановка.

## Местное самоуправление
Ивановский сельский Совет депутатов
Дата избрания: 14.03.2010. Срок полномочий: 5 лет. Количество депутатов: 7
Глава муниципального образования
- Мищанов Николай Николаевич. Дата избрания: 14.03.2010. Срок полномочий: 5 лет